# Hồ Miscanti
Hồ Miscanti (tiếng Tây Ban Nha: Laguna Miscanti) là một hồ nước lợ nằm ở sơn nguyên vùng Antofagasta, bắc Chile. Núi lửa Miñiques và Cerro Miscanti ở xung quanh cao hơn nhiều so với hồ. Hồ hình trái tim này có màu nước xanh thẳm. Bờ phía tây của hồ bị chia cắt bởi đường phân thủy giữa hồ và bồn địa Salar de Atacama.
Nham thạch phum trào từ núi lửa Miñiques chia cắt hồ Miscanti từ hồ Miñiques.
Hồ này là một trong bảy phần của vùng bảo tồn quốc gia Los Flamencos.